# Leonard Stephan von Creutznach
Leonard Stephan baron von Creutznach (Wilbach, 1702 - 's-Gravenhage, 20 februari 1773) was een luitenant-generaal der artillerie, commandant van de Nederlandse artillerie en inspecteur der geschutgieterij.
In 1748 werd hij aangesteld als commandant van het korps artillerie. Na zijn aanstelling begon hij een uitgebreide inspectie van alle bataljons. Op basis daarvan diende hij verschillende voorstellen in bij de Stadhouder tot het verbeteren van de artillerie en haar personeel. Een van deze plannen behelsde het oprichten van de wapenfabrieken in Culemborg.